# Saison 2021-2022 de la LHO
 (juin 2022).
Si vous disposez d'ouvrages ou d'articles de référence ou si vous connaissez des sites web de qualité traitant du thème abordé ici, merci de compléter l'article en donnant les références utiles à sa vérifiabilité et en les liant à la section « Notes et références ».
Saison précédente Saison suivante
La saison 2021-2022 est la 42e saison de hockey sur glace de la Ligue de hockey de l'Ontario (LHO). Le gagnant remporte la Coupe J.-Ross-Robertson.

## Saison régulière

### Association de l'Est
| Clt   | Équipe                 | PJ | V  | D  | DP | DF | BP  | BC  | Pts |
| ----- | ---------------------- | -- | -- | -- | -- | -- | --- | --- | --- |
| +001, | Bulldogs de Hamilton   | 68 | 51 | 12 | 3  | 2  | 300 | 176 | 107 |
| +002, | Frontenacs de Kingston | 68 | 41 | 22 | 4  | 1  | 285 | 242 | 87  |
| +003, | Generals d'Oshawa      | 68 | 30 | 31 | 2  | 5  | 215 | 240 | 67  |
| +004, | 67's d'Ottawa          | 68 | 28 | 31 | 2  | 7  | 199 | 250 | 65  |
| +005, | Petes de Peterborough  | 68 | 29 | 33 | 5  | 1  | 240 | 281 | 64  |

| Clt   | Équipe                    | PJ | V  | D  | DP | DF | BP  | BC  | Pts |
| ----- | ------------------------- | -- | -- | -- | -- | -- | --- | --- | --- |
| +001, | Battalion de North Bay    | 68 | 43 | 18 | 3  | 4  | 267 | 198 | 93  |
| +002, | Steelheads de Mississauga | 68 | 37 | 23 | 2  | 6  | 229 | 189 | 82  |
| +003, | Colts de Barrie           | 68 | 34 | 27 | 6  | 1  | 245 | 236 | 75  |
| +004, | Wolves de Sudbury         | 68 | 23 | 38 | 3  | 4  | 223 | 297 | 53  |
| +005, | IceDogs de Niagara        | 68 | 22 | 42 | 3  | 1  | 218 | 316 | 48  |

| Clt   | Équipe                    | Division | PJ | V  | VP | D | DP | BP  | BC  | Pts |
| ----- | ------------------------- | -------- | -- | -- | -- | - | -- | --- | --- | --- |
| +001, | Bulldogs de Hamilton      | Est      | 68 | 51 | 12 | 3 | 2  | 300 | 176 | 107 |
| +002, | Battalion de North Bay    | Centrale | 68 | 43 | 18 | 3 | 4  | 267 | 198 | 93  |
| +003, | Frontenacs de Kingston    | Est      | 68 | 41 | 22 | 4 | 1  | 285 | 242 | 87  |
| +004, | Steelheads de Mississauga | Centrale | 68 | 37 | 23 | 2 | 6  | 229 | 189 | 82  |
| +005, | Colts de Barrie           | Centrale | 68 | 34 | 27 | 6 | 1  | 245 | 236 | 75  |
| +006, | Generals d'Oshawa         | Est      | 68 | 30 | 31 | 2 | 5  | 215 | 240 | 67  |
| +007, | 67's d'Ottawa             | Est      | 68 | 28 | 31 | 2 | 7  | 199 | 250 | 65  |
| +008, | Petes de Peterborough     | Est      | 68 | 29 | 33 | 5 | 1  | 240 | 281 | 64  |
|       |                           |          |    |    |    |   |    |     |     |     |
| +009, | Wolves de Sudbury         | Centrale | 68 | 23 | 38 | 3 | 4  | 223 | 297 | 53  |
| +010, | IceDogs de Niagara        | Centrale | 68 | 22 | 42 | 3 | 1  | 218 | 316 | 48  |

- Champion d'association
- Champion de division
- Qualifié pour les séries éliminatoires

### Association de l'Ouest
| Clt   | Équipe               | PJ | V  | D  | DP | DF | BP  | BC  | Pts |
| ----- | -------------------- | -- | -- | -- | -- | -- | --- | --- | --- |
| +001, | Knights de London    | 68 | 39 | 22 | 5  | 2  | 264 | 232 | 85  |
| +002, | Storm de Guelph      | 68 | 36 | 24 | 5  | 3  | 251 | 228 | 80  |
| +003, | Attack d'Owen Sound  | 68 | 34 | 26 | 5  | 3  | 235 | 245 | 76  |
| +004, | Rangers de Kitchener | 68 | 30 | 31 | 5  | 2  | 236 | 271 | 67  |
| +005, | Otters d'Érié        | 68 | 27 | 37 | 2  | 2  | 223 | 267 | 58  |

| Clt   | Équipe                           | PJ | V  | D  | DP | DF | BP  | BC  | Pts |
| ----- | -------------------------------- | -- | -- | -- | -- | -- | --- | --- | --- |
| +001, | Spitfires de Windsor             | 68 | 44 | 17 | 4  | 3  | 305 | 248 | 95  |
| +002, | Firebirds de Flint               | 68 | 42 | 21 | 1  | 4  | 286 | 238 | 89  |
| +003, | Greyhounds de Sault-Sainte-Marie | 68 | 39 | 22 | 6  | 1  | 295 | 246 | 85  |
| +004, | Sting de Sarnia                  | 68 | 27 | 36 | 4  | 1  | 234 | 279 | 59  |
| +005, | Spirit de Saginaw                | 68 | 24 | 43 | 1  | 0  | 234 | 305 | 49  |

| Clt   | Équipe                           | Division  | PJ | V  | VP | D | DP  | BP  | BC  | Pts |
| ----- | -------------------------------- | --------- | -- | -- | -- | - | --- | --- | --- | --- |
| +001, | Spitfires de Windsor             | Ouest     | 68 | 44 | 17 | 4 | 3   | 305 | 248 | 95  |
| +002, | Knights de London                | Mid-Ouest | 68 | 39 | 22 | 5 | 2   | 264 | 232 | 85  |
| +003, | Firebirds de Flint               | Ouest     | 68 | 42 | 21 | 1 | 4   | 286 | 238 | 89  |
| +004, | Greyhounds de Sault-Sainte-Marie | Ouest     | 68 | 39 | 22 | 6 | 1   | 295 | 246 | 85  |
| +005, | Storm de Guelph                  | Mid-Ouest | 68 | 36 | 24 | 5 | 3   | 251 | 228 | 80  |
| +006, | Attack d'Owen Sound              | Ouest     | 68 | 34 | 26 | 5 | 3   | 235 | 245 | 76  |
| +007, | Rangers de Kitchener             | Mid-Ouest | 68 | 30 | 31 | 5 | 2   | 236 | 271 | 67  |
| +008, | Sting de Sarnia                  | Ouest     | 68 | 27 | 36 | 4 | 1   | 234 | 279 | 59  |
|       |                                  |           |    |    |    |   |     |     |     |     |
| +009, | Otters d'Érié                    | Mid-Ouest | 68 | 27 | 37 | 2 | 2   | 223 | 267 | 58  |
| +010, | Spirit de Saginaw                | 68        | 24 | 43 | 1  | 0 | 234 | 305 | 49  |     |

- Champion d'association
- Champion de division
- Qualifié pour les séries éliminatoires

### Meilleurs pointeurs
| Joueur           | Équipe                         | PJ | B  | A  | Pts | Pun |
| ---------------- | ------------------------------ | -- | -- | -- | --- | --- |
| Wyatt Johnston   | Spitfires de Windsor           | 68 | 46 | 78 | 124 | 26  |
| Rory Kerins      | Greyhounds de Sault Ste. Marie | 67 | 43 | 75 | 118 | 49  |
| Lucas Edmonds    | Frontenacs de Kingston         | 68 | 34 | 79 | 113 | 14  |
| Luke Evangelista | Knights de London              | 62 | 55 | 56 | 111 | 48  |
| Brandon Coe      | Battalion de North Bay         | 62 | 34 | 67 | 101 | 40  |
| Logan Morrison   | Bulldogs de Hamilton           | 60 | 34 | 66 | 100 | 8   |
| Brennan Othmann  | Firebirds de Flint             | 66 | 50 | 47 | 97  | 65  |
| Shane Wright     | Frontenacs de Kingston         | 63 | 32 | 62 | 94  | 22  |
| Matvey Petrov    | Battalion de North Bay         | 63 | 40 | 50 | 90  | 28  |
| Mitchell Russell | Battalion de North Bay         | 64 | 41 | 47 | 88  | 26  |

### Meilleurs gardiens
| Gardien          | Équipe                    | PJ | Min   | V  | D  | DP | DF | Bl | Moy  | %Arr |
| ---------------- | ------------------------- | -- | ----- | -- | -- | -- | -- | -- | ---- | ---- |
| Marco Costantini | Bulldogs de Hamilton      | 45 | 2 667 | 31 | 9  | 2  | 2  | 6  | 2,32 | 91,7 |
| Roman Basran     | Steelheads de Mississauga | 45 | 2 541 | 21 | 14 | 1  | 6  | 2  | 2,60 | 89,6 |
| Mack Guzda       | Colts de Barrie           | 41 | 2 370 | 25 | 13 | 2  | 1  | 2  | 2,68 | 91,5 |
| Brett Brochu     | Knights de London         | 43 | 2 510 | 29 | 11 | 2  | 0  | 2  | 2,75 | 91,1 |
| Joe Vrbetic      | Battalion de North Bay    | 45 | 2 631 | 29 | 10 | 3  | 3  | 2  | 2,87 | 90,6 |

## Séries éliminatoires
|  | Huitièmes de finale              | Huitièmes de finale              |                        |   | Quarts de finale | Quarts de finale |  |  | Demi-finales | Demi-finales |  |  | Finale | Finale |
|  | Huitièmes de finale              | Huitièmes de finale              |                        |   | Quarts de finale | Quarts de finale |  |  | Demi-finales | Demi-finales |  |  | Finale | Finale |
|  |                                  |                                  |                        |   |                  |                  |  |  |              |              |  |  |        |        |
|  |                                  |                                  |                        |   |                  |                  |  |  |              |              |  |  |        |        |
|  |                                  |                                  |                        |   |                  |                  |  |  |              |              |  |  |        |        |
|  | Spitfires de Windsor             | 4                                |                        |   |                  |                  |  |  |              |              |  |  |        |        |
|  | Spitfires de Windsor             | 4                                |                        |   |                  |                  |  |  |              |              |  |  |        |        |
|  | Sting de Sarnia                  | 2                                |                        |   |                  |                  |  |  |              |              |  |  |        |        |
|  | Sting de Sarnia                  | 2                                | Spitfires de Windsor   | 4 |                  |                  |  |  |              |              |  |  |        |        |
|  |                                  |                                  | Spitfires de Windsor   | 4 |                  |                  |  |  |              |              |  |  |        |        |
|  |                                  | Rangers de Kitchener             | 1                      |   |                  |                  |  |  |              |              |  |  |        |        |
|  | Knights de London                | Rangers de Kitchener             | 1                      | 3 |                  |                  |  |  |              |              |  |  |        |        |
|  | Knights de London                |                                  |                        | 3 |                  |                  |  |  |              |              |  |  |        |        |
|  | Rangers de Kitchener             | 4                                |                        |   |                  |                  |  |  |              |              |  |  |        |        |
|  | Rangers de Kitchener             | 4                                | Spitfires de Windsor   | 4 |                  |                  |  |  |              |              |  |  |        |        |
|  |                                  |                                  | Spitfires de Windsor   | 4 |                  |                  |  |  |              |              |  |  |        |        |
|  |                                  | Firebirds de Flint               | 3                      |   |                  |                  |  |  |              |              |  |  |        |        |
|  | Firebirds de Flint               | Firebirds de Flint               | 3                      | 4 |                  |                  |  |  |              |              |  |  |        |        |
|  | Firebirds de Flint               |                                  |                        | 4 |                  |                  |  |  |              |              |  |  |        |        |
|  | Attack d'Owen Sound              | 3                                |                        |   |                  |                  |  |  |              |              |  |  |        |        |
|  | Attack d'Owen Sound              | 3                                | Firebirds de Flint     | 4 |                  |                  |  |  |              |              |  |  |        |        |
|  |                                  |                                  | Firebirds de Flint     | 4 |                  |                  |  |  |              |              |  |  |        |        |
|  |                                  | Greyhounds de Sault-Sainte-Marie | 1                      |   |                  |                  |  |  |              |              |  |  |        |        |
|  | Greyhounds de Sault-Sainte-Marie | Greyhounds de Sault-Sainte-Marie | 1                      | 4 |                  |                  |  |  |              |              |  |  |        |        |
|  | Greyhounds de Sault-Sainte-Marie |                                  |                        | 4 |                  |                  |  |  |              |              |  |  |        |        |
|  | Storm de Guelph                  | 1                                |                        |   |                  |                  |  |  |              |              |  |  |        |        |
|  | Storm de Guelph                  | 1                                | Spitfires de Windsor   | 3 |                  |                  |  |  |              |              |  |  |        |        |
|  |                                  |                                  | Spitfires de Windsor   | 3 |                  |                  |  |  |              |              |  |  |        |        |
|  |                                  | Bulldogs de Hamilton             | 4                      |   |                  |                  |  |  |              |              |  |  |        |        |
|  | Bulldogs de Hamilton             | Bulldogs de Hamilton             | 4                      | 4 |                  |                  |  |  |              |              |  |  |        |        |
|  | Bulldogs de Hamilton             |                                  |                        | 4 |                  |                  |  |  |              |              |  |  |        |        |
|  | Petes de Peterborough            | 0                                |                        |   |                  |                  |  |  |              |              |  |  |        |        |
|  | Petes de Peterborough            | 0                                | Bulldogs de Hamilton   | 4 |                  |                  |  |  |              |              |  |  |        |        |
|  |                                  |                                  | Bulldogs de Hamilton   | 4 |                  |                  |  |  |              |              |  |  |        |        |
|  |                                  | Steelheads de Mississauga        | 0                      |   |                  |                  |  |  |              |              |  |  |        |        |
|  | Battalion de North Bay           | Steelheads de Mississauga        | 0                      | 4 |                  |                  |  |  |              |              |  |  |        |        |
|  | Battalion de North Bay           |                                  |                        | 4 |                  |                  |  |  |              |              |  |  |        |        |
|  | 67 d'Ottawa                      | 0                                |                        |   |                  |                  |  |  |              |              |  |  |        |        |
|  | 67 d'Ottawa                      | 0                                | Bulldogs de Hamilton   | 4 |                  |                  |  |  |              |              |  |  |        |        |
|  |                                  |                                  | Bulldogs de Hamilton   | 4 |                  |                  |  |  |              |              |  |  |        |        |
|  |                                  | Battalion de North Bay           | 0                      |   |                  |                  |  |  |              |              |  |  |        |        |
|  | Frontenacs de Kingston           | Battalion de North Bay           | 0                      | 4 |                  |                  |  |  |              |              |  |  |        |        |
|  | Frontenacs de Kingston           |                                  |                        | 4 |                  |                  |  |  |              |              |  |  |        |        |
|  | Generals d'Oshawa                | 2                                |                        |   |                  |                  |  |  |              |              |  |  |        |        |
|  | Generals d'Oshawa                | 2                                | Battalion de North Bay | 4 |                  |                  |  |  |              |              |  |  |        |        |
|  |                                  |                                  | Battalion de North Bay | 4 |                  |                  |  |  |              |              |  |  |        |        |
|  |                                  | Frontenacs de Kingston           | 1                      |   |                  |                  |  |  |              |              |  |  |        |        |
|  | Steelheads de Mississauga        | Frontenacs de Kingston           | 1                      | 4 |                  |                  |  |  |              |              |  |  |        |        |
|  | Steelheads de Mississauga        |                                  |                        | 4 |                  |                  |  |  |              |              |  |  |        |        |
|  | Colts de Barrie                  | 2                                |                        |   |                  |                  |  |  |              |              |  |  |        |        |
|  | Colts de Barrie                  | 2                                |                        |   |                  |                  |  |  |              |              |  |  |        |        |

## Trophées LHO
| Coupe J.-Ross-Robertson, remis au vainqueur des séries éliminatoires                                | Bulldogs de Hamilton                                     |
| Trophée Hamilton Spectator, remis au champion de la saison régulière                                | Bulldogs de Hamilton                                     |
| Trophée Bobby-Orr, remis au vainqueur de la finale de la Conférence de l'Est                        | Bulldogs de Hamilton                                     |
| Trophée Wayne-Gretzky, remis au vainqueur de la finale de la Conférence de l'Ouest                  | Spitfires de Windsor                                     |
| Trophée Emms, remis au champion de la Division Centrale en saison régulière                         | Battalion de North Bay                                   |
| Trophée Leyden, remis au champion de la Division Est en saison régulière                            | Bulldogs de Hamilton                                     |
| Trophée Holody, remis au champion de la Division Mid-Ouest en saison régulière                      | Knights de London                                        |
| Trophée Bumbacco, remis au champion de la Division Ouest en saison régulière                        | Spitfires de Windsor                                     |
| Trophée Red-Tilson, remis au meilleur joueur                                                        | Wyatt Johnston (Spitfires de Windsor)                    |
| Trophée Eddie-Powers, remis au meilleur pointeur                                                    | Wyatt Johnston (Spitfires de Windsor)                    |
| Trophée Matt-Leyden, remis au meilleur entraîneur                                                   | James Richmond (Mississauga Steelheads)                  |
| Trophée Jim -Gregory, remis au directeur général de l'année                                         | Steve Staios (Bulldogs de Hamilton)                      |
| Trophée Jim-Mahon, remis à l'ailier droit qui inscrit le plus de buts                               | Lucas Edmonds (Frontenacs de Kingston)                   |
| Trophée Max-Kaminsky, remis au meilleur défenseur                                                   | Nathan Staios (Bulldogs de Hamilton)                     |
| Trophée Jim-Rutherford, remis au meilleur gardien                                                   | Brett Brochu (London Knights)                            |
| Trophée Jack-Ferguson, remis au premier choix de repêchage de la LHO                                | Michael Misa (Spirit de Saginaw)                         |
| Trophée Dave-Pinkney, remis aux gardiens de l'équipe ayant encaissé le moins de but                 | Marco Costantini et Matteo Drobac (Bulldogs de Hamilton) |
| Trophée de la famille Emms, remis à la meilleure recrue                                             | Cam Allen (Storm de Guelph)                              |
| Trophée F.-W.-« Dinty »-Moore, remis au gardien recrue ayant la plus basse moyenne de buts alloués  | Dom DiVincentiis (Battalion de North Bay)                |
| Trophée Dan-Snyder, remis au joueur ayant démontré la meilleure implication auprès de sa communauté | Mark Woolley (Attack d'Owen Sound)                       |
| Trophée William-Hanley, remis au joueur ayant le meilleur esprit sportif                            | Wyatt Johnston (Spitfires de Windsor)                    |
| Trophée Leo-Lalonde, remis au meilleur joueur sur-âgé                                               | Brandon Coe (Battalion de North Bay)                     |
| Trophée Bobby-Smith, remis au meilleur joueur étudiant                                              | Owen Beck (Steelheads de Mississauga)                    |
| Trophée Roger-Neilson, remis au meilleur joueur universitaire                                       | Adam Varga (67 d'Ottawa)                                 |
| Trophée Ivan-Tennant, remis au meilleur joueur de niveau High School                                | Cal Uens (Attack d'Owen Sound)                           |
| Trophée Mickey-Renaud, remis au meilleur capitaine                                                  | Mark Woolley (Attack d'Owen Sound)                       |
| Trophée Tim-Adams                                                                                   |                                                          |
| Trophée Wayne-Gretzky 99, remis au meilleur joueur en série éliminatoire                            | Logan Morrison (Bulldogs de Hamilton)                    |

### Équipes d'étoiles
| Première équipe | Première équipe               | Position | Deuxième équipe  | Deuxième équipe               |
| Joueur          | Équipe                        | Position | Joueur           | Équipe                        |
| --------------- | ----------------------------- | -------- | ---------------- | ----------------------------- |
| Brett Brochu    | Knights de London             | G        | Luke Cavallin    | Firebirds de Flint            |
| Nathan Staios   | Bulldogs de Hamilton          | D        | Jack Thompson    | Greyhounds de Sault Ste-Marie |
| Ryan O'Rourke   | Greyhounds de Sault Ste-Marie | D        | Brandt Clarke    | Colts de Barrie               |
| Wyatt Johnston  | Spitfires de Windsor          | A        | Mason McTavish   | Bulldogs de Hamilton          |
| Brennan Othmann | Firebirds de Flint            | A        | Will Cuylle      | Spitfires de Windsor          |
| Brandon Coe     | Battalion de North Bay        | A        | Luke Evangelista | Knights de London             |